# Bohumír Kozák
Bohumír Kozák (pokřtěn jako Božimír František, používal ale jméno Bohumír, 4. prosince 1885, Velká Lhota u Dačic – 1. dubna 1978, Praha) byl český architekt, představitel funkcionalismu, teoretik architektury, ochránce památek a ilustrátor knih o architektuře.

## Život

### Rodina
Narodil se na evangelické faře ve Velké Lhotě u Dačic v rodině faráře ThDr. Františka Kozáka (1857–1926). Měl mladší bratry Jana Blahoslava (1888–1974) a Ladislava (1900–1988). Ten rovněž vystudoval architekturu a poté spolupracoval se svým bratrem na některých jeho projektech.
Dětství prožil v Čáslavi. Vyrůstal ve staré českobratrské rodině, což mu vštípilo svébytný žebříček hodnot, kterým se řídil celý život.
V červenci 1920 se oženil s Drahomírou (Drážou) Havelkovou (*1898), se kterou měl tři děti.

### Studia
Mezi roky v letech 1903–1909 vystudoval České vysoké učení technické v Praze. Byl žákem Josefa Schulze a Jana Kouly. Svá studia ukončil získáním titulu doktor technických věd.

### Profesní život
Po ukončení studia pracoval v ateliérech Josefa Schulze, Jana Kouly, Osvalda Polívky nebo Antonína Balšánka. Pak pracoval jako hlavní architekt ve stavební firmě Václava Nekvasila. V roce 1915 složil zkoušku úředne oprávněného civilního inženýra. Působil rovněž jako redaktor časopisu Stavba. Po první světové válce spoluzaložil projekční ateliér Dušek – Kozák – Máca.
Jeho první práce jsou provedeny ve stylu klasicistní secese. Později prošel vlivy dekorativního kubismu aby dospěl k puristickému funkcionalismu.
Spolu s akademikem Stanislavem Bechyně vypracoval řadu návrhů na přemostění Nuselského údolí. Nebyl jenom praktik, ale představil se i jako autor knih Architekt na cestách, Mluva pražské architektury, Poklady pražské architektury a řady dalších.
Angažoval se v Klubu Za starou Prahu, jehož byl v letech 1963–1976 předsedou. S Emanuelem Pochem vydal v roce 1972 jedno z mimořádně zdařilých pragensií označených jako uměleckohistorický katalog Praha – kamenný sen, ve kterém zúročil svou mimořádnou kreslířskou zdatnost a znalosti historika. Byl zvolen čestným členem tohoto významného kulturního spolku a zasazoval se o záchranu pražských památek. Bylo to například prosazení myšlenky Strahovského tunelu místo původně navrhovaného Malostranského tunelu, spolupracoval na záchraně kláštera Na Slovanech, prosadil zachování přírodního břehu Kampy a urputně, ale nakonec marně, bojoval o záchranu nádraží Těšnov.

## Dílo
Zprvu byl ve své tvorbě ovlivněn dekorativním kubismem, později se z něj stal funkcionalistický purista. Jeho největším dílem byla stavba rozsáhlého a ve své době ojedinělého komplexu Masarykových domovů 1926–1934, nyní Thomayerova nemocnice v Krči. Tento areál je významným dokladem meziválečné architektury. Mezi jeho další díla patří Ústav mateřství v Krči, Palác Avion (Palác Luxor), studentské koleje Budeč a Dejvice, palác Příkopy s pasáží a bývalým kinem Sevastopol, českobratrský kostel na náměstí Před bateriemi v Střešovicích, dále v Libni a především v Nuslích. Je též autorem kostela Českobratrské církve evangelické v Poličce, fary evangelického sboru v Poděbradech, evangelické fary v Čáslavi, hospodářské školy v Čáslavi a banky v Kolíně. Jeho služeb využil i prvorepublikový politik, senátor Národního shromáždění ČSR a spojenec Tomáše Masaryka Otakar Krouský, který si v roce 1927 nechal postavit jednu z ikonických staveb na pražské Hanspaulce (Na Kvintusce 5, Praha 6).

### Realizované stavby v Praze
- 1911–1912 průčelí domu čp. 1417, Praha 1 - Nové Město, Opletalova 25[4]
- 1913–1914 modlitebna Bratrské jednoty Chelčického, čp. 76, Jungmannova (dnes Vinohradská třída) 68[4]
- 1915–1917 dva sousedící secesní nájemní domy Haškova 1175/2 "Riva" a 1176/4, Praha 7 – Holešovice, spolu s Otto Mácou[6]
- 1916 přístavba vily čp. 53, Horní Černošice, pro firmu Václav Nekvasil[4]
- 1917 přestavba usedlosti Slovanka, Hodkovičky (dnes Praha 4)
- 1918–1919 přestavba domu Hybernská 1674/42, spolu s Václavem Nekvasilem[7]
- 1920–1921 nájemní domy čp. 1150–1151 a 1248–1249, Dělnická ulice, Praha 7 - Holešovice, spolu s Karlem Roštíkem[4][8]
- 1921–1922 nájemní domy Čechova 515/11 a 514/13, Praha 7 – Bubeneč[9][4]
- 1921–1922 dům sociální péče Mlékárenská 292/3, Praha 9 – Vysočany, spolu s Karlem Roštíkem[10]
- 1922 nájemní domy Václavkova (tehdy Starodružiníků) 364/22 a 365/24, Praha 6 – Dejvice[11]
- 1922–1923 nájemní dům Růžová 947/8, Praha 1 – Staré Město[12]
- 1922–1923 českobratrský sbor U Pošty (původně U Modlitebny) 1098/6, Praha 8 – Libeň[13]
- 1921–1926 Telegrafní a telefonní ústředna, Fibichova 1500/19-21, Praha 3 – Žižkov[4][14]
- 1923 přestavba domu čp. 22 na Husův dům, Jungmannova 9, Praha 1 – Nové Město[15]
- 1923 nájemní domy Umělecká 1004/3 a 1005/5, Praha 7 – Holešovice, spolupráce Otto Máca[16]
- 1923–1924 rodinný dům Bratří Čapků (původně Úzká ulice) 1855/32, Praha 10 – Vinohrady[17] pro Stavební a bytové družstvo odboru městských úředníků při všeúřednické besedě na Královských Vinohradech.
- 1924 noclehárna Novovysočanská 501/1, Praha 9 – Vysočany[18]
- 1924–1926 přestavba domu čp. 977 na kancelářský dům, Senovážné náměstí 24, Praha 1 – Nové Město, přízemí v roce 1930 upravil Erwin Katona[19]
- 1923–1925 studentská kolej Budeč, Wenzigova 1982/20, Praha 2 – Vinohrady[20]
- 1924–1926 Palác Avion (dnes Palác Luxor), kancelářský dům s restaurací a kinem, Václavské náměstí 820/41, Praha 1 - Nové Město[21]
- 1925–1926 Klubovna Tenisového klubu LTC Praha, Letenské sady, Praha 7 – Holešovice
- 1927 rodinný dům čp. 905, Na Kvintusce 5, Praha 6 - Dejvice, přístavba garáže 1928[4]
- 1927 nájemní dům čp. 635, Jugoslávských partyzánů 18, Praha 6 - Dejvice,[4]
- 1927 vila čp. 782 V Tišině 2, Praha 6 - Bubeneč,[4]
- 1927–1928 vlastní rodinný dům čp. 656, Pevnostní 4/Pod Hradbami 13, Praha 6 – Střešovice, spolupráce snad Franz Hruška[22] datum kolaudace: 27. červenec 1928[4]
- 1928 rodinný dům čp. 558, Praha 6 - Střešovice, U Laboratoře 12[4]
- 1928 rodinný dům čp. 1388, Praha 6 - Dejvice, Kozlovská 9[4]
- 1928–1929 blok nájemních domů čp. 1420, 1417 - 1931, Jugoslávských partyzánů, Nikoly Tesly 1-11, Flemingovo náměstí, Velflíkova, Praha 6 – Dejvice[4][18]
- 1930–1931 vila Ferdinanda Hrejsy, čp. 687, Praha 6 - Střešovice, Na Pěkné vyhlídce 1[4]
- 1930–1931 studentská kolej Studentská 700/10, Praha 6 – Dejvice[23]
- 1931–1932 obchodní a nájemní dům Spálená 113/57, Praha 1 – Nové Město[23]
- 1932 vila čp. 1672, Praha 6 - Dejvice, České družiny 7[4]
- 1932–1933 nájemní domy Za Zelenou liškou 2-14 (čp. 546-552), Praha 4 – Krč[20], spolupráce Ladislav Kozák[4]
- 1934 Husův sbor, Žateckých 1169/11, Praha 4 – Nusle, spolupráce Ladislav Kozák[24]
- 1934–1935 nájemní dům Štefánikova 259/51, Praha 5 – Smíchov[25]
- 1935 nájemní dům čp. 1154, Praha 1 - Nové Město, Biskupský dvůr 1, spolupráce Otto Máca[4]
- 1936 nájemní dům Újezd 454/46, Praha 1 – Malá Strana, spolupráce Otto Máca[16]
- 1936–1938 obchodní a nájemní domy s pasáží a kinem, Na Příkopě 998/31, Praha 1 – Staré Město, spolu s Antonínem Černým[26]
- 1937–1938 nájemní dům Anglická 384/25, Praha 2 – Vinohrady[27]
- 1937–1938 nájemní dům Plavecká 403/8 a 402/10, Praha 2 – Nové Město[28]
- 1937–1939 kostel farního sboru Českobratrské církve evangelické, náměstí Před Bateriemi 950/22, Praha 6 – Střešovice[24]
- 1938 přístavba zvonice a sakristie ("Švýcarské síně") k Betlémské kapli na Žižkově.
- 1938–1939 nájemní domy Sokolovská 30/57 a 40/59, Praha 8 – Karlín, spolu s Františkem Svatošem[29]
- 1926–1940 Masarykovy sociální ústavy města Prahy (dnes Thomayerova nemocnice), Vídeňská 800/5, 818/7, Praha 4 – Krč[30] spoluautor: Ladislav Kozák
- 1938–1940 nájemní dům Kostelní 36/36, Praha 7 – Holešovice[31]
- 1937–1941 kancelářský dům čp. 306, Bartolomějská 7, Praha 1 – Staré Město[27]
- 1939–1949 nájemní dům Štěpánská (budova Chemoprojektu) 567/15, Praha 2 – Nové Město[25]
- 1940 úprava Rudolfina, čp. 79, Praha 1 - Staré Město, spolu s Antonínem Engelem,[4]
- 1942–1943 vestavba kina, Kolowratský palác, čp. 154, Praha 1 - Malá Strana, Valdštejnská 10[4]
- 1941–1943 úprava Toskánského paláce, čp. 182, Praha 1 - Hradčany[4]
- 1946 továrna Spofa čp. 1024/XI, Praha 3, Husinecká 11a[32]
- 1951 přístavba Vinohradské tržnice čp. 1200, Praha 2, Vinohradská třída 50[4]
- 1951 úprava školy čp. 920, Praha 2, Slezská 21, Šumavská 37, Vinohradská 54[4]
- 1952 úpravy domu čp. 1186, Praha 1 - Nové Město, Petrské náměstí 1

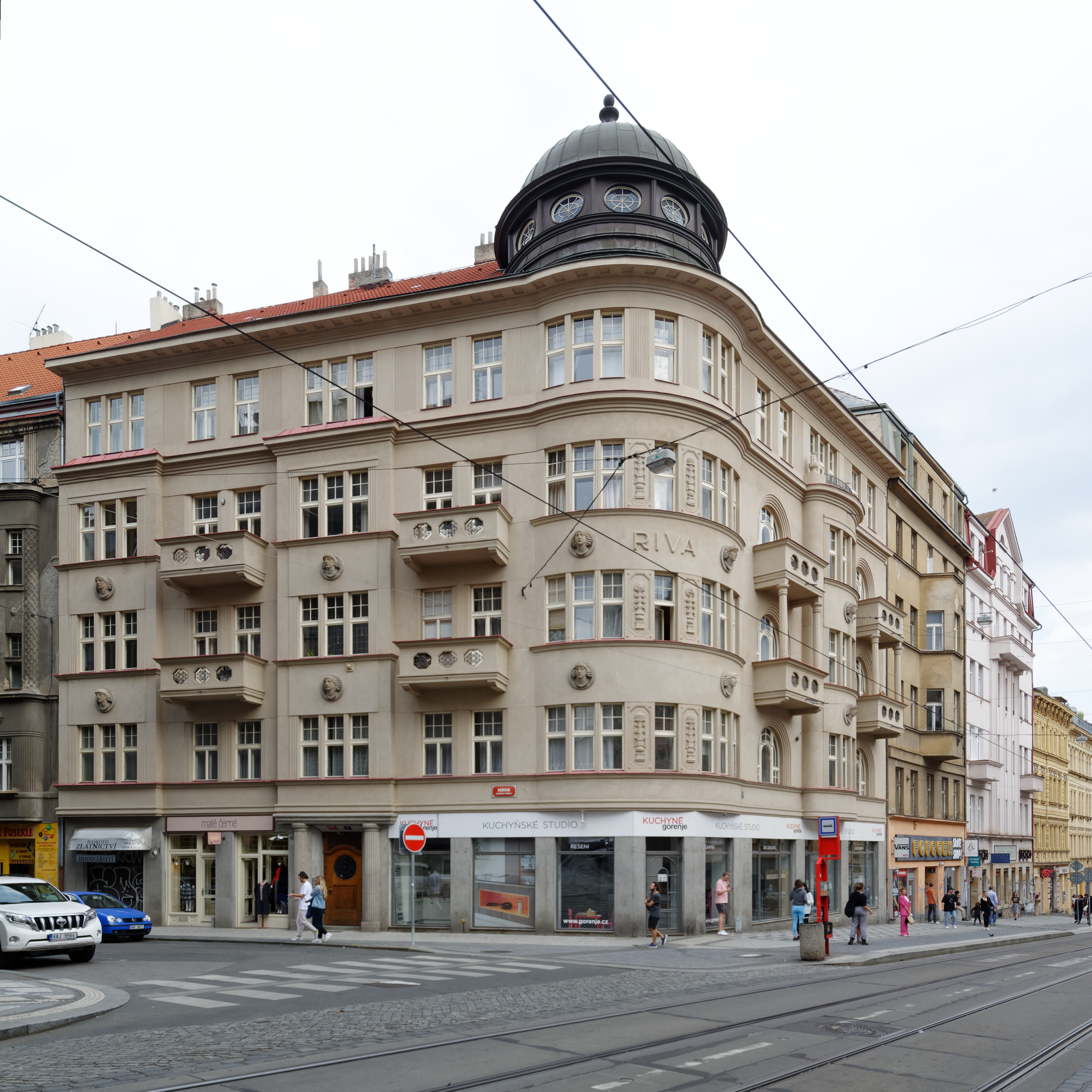
Bytový dům "RIVA", Haškova ul. 2
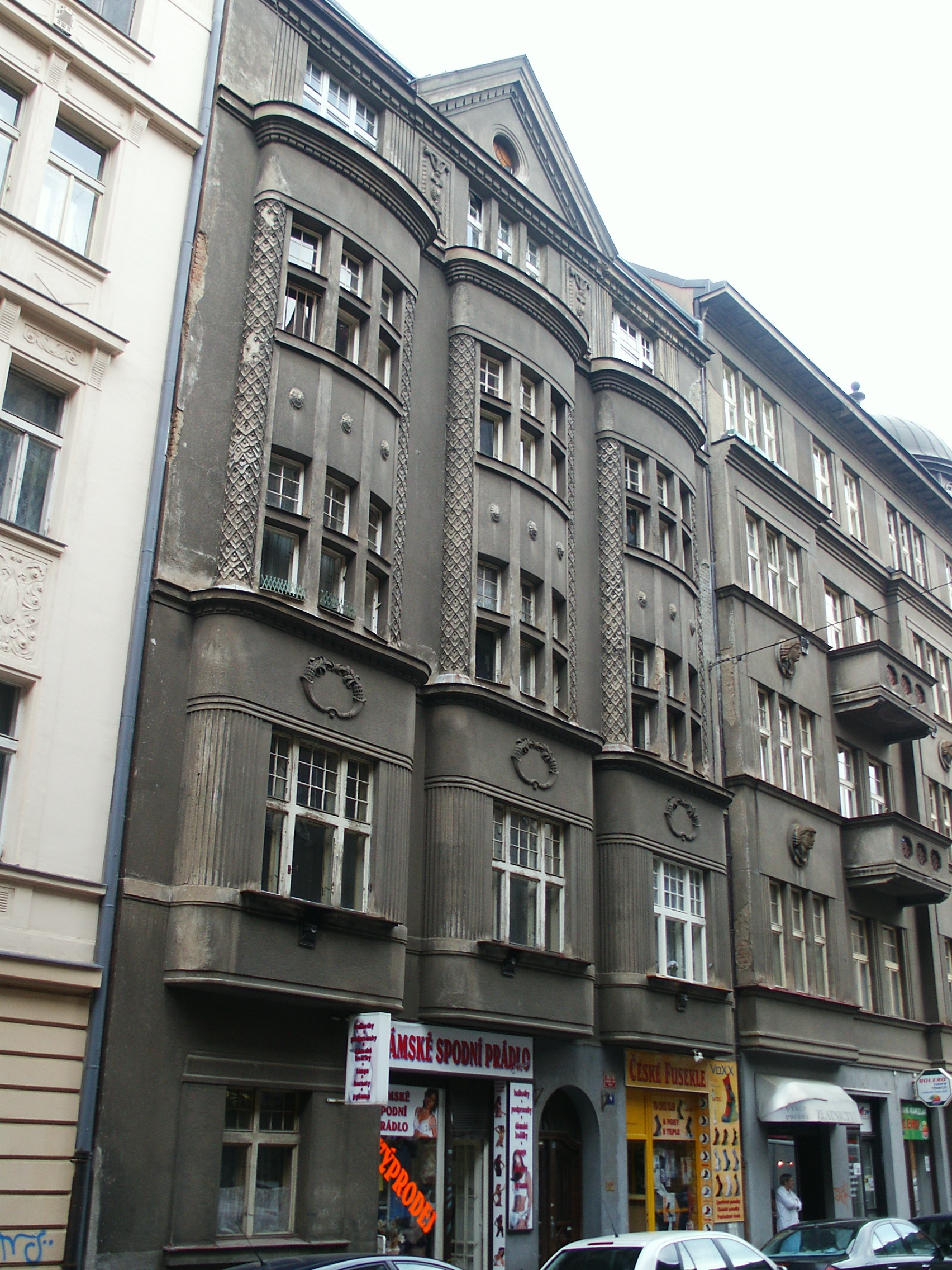
Bytový dům v Haškově ul. 4, v pozadí Haškova 2
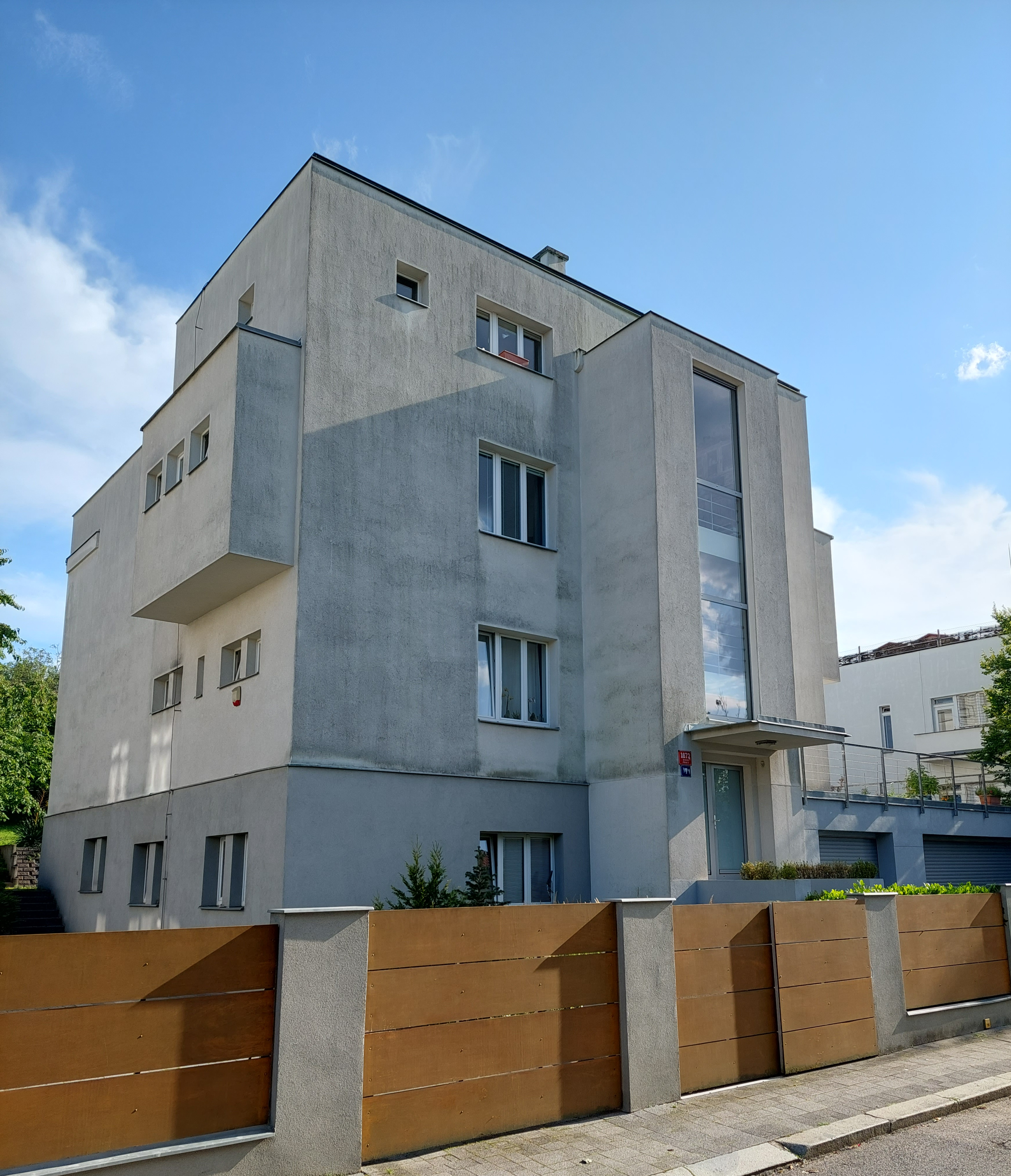
České družiny 7, Praha 6 - Dejvice
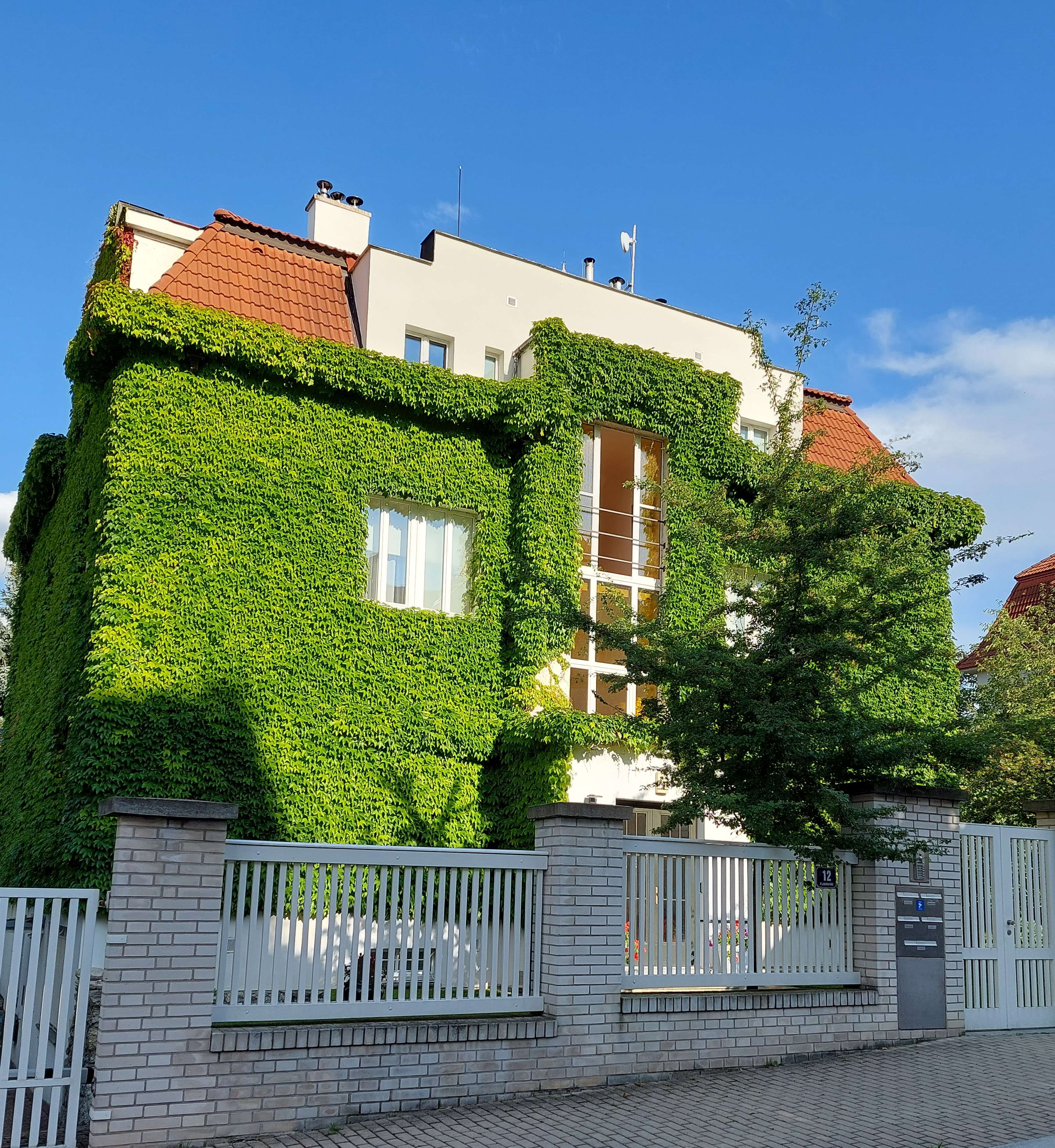
U Laboratoře 12, Praha 6 - Střešovice
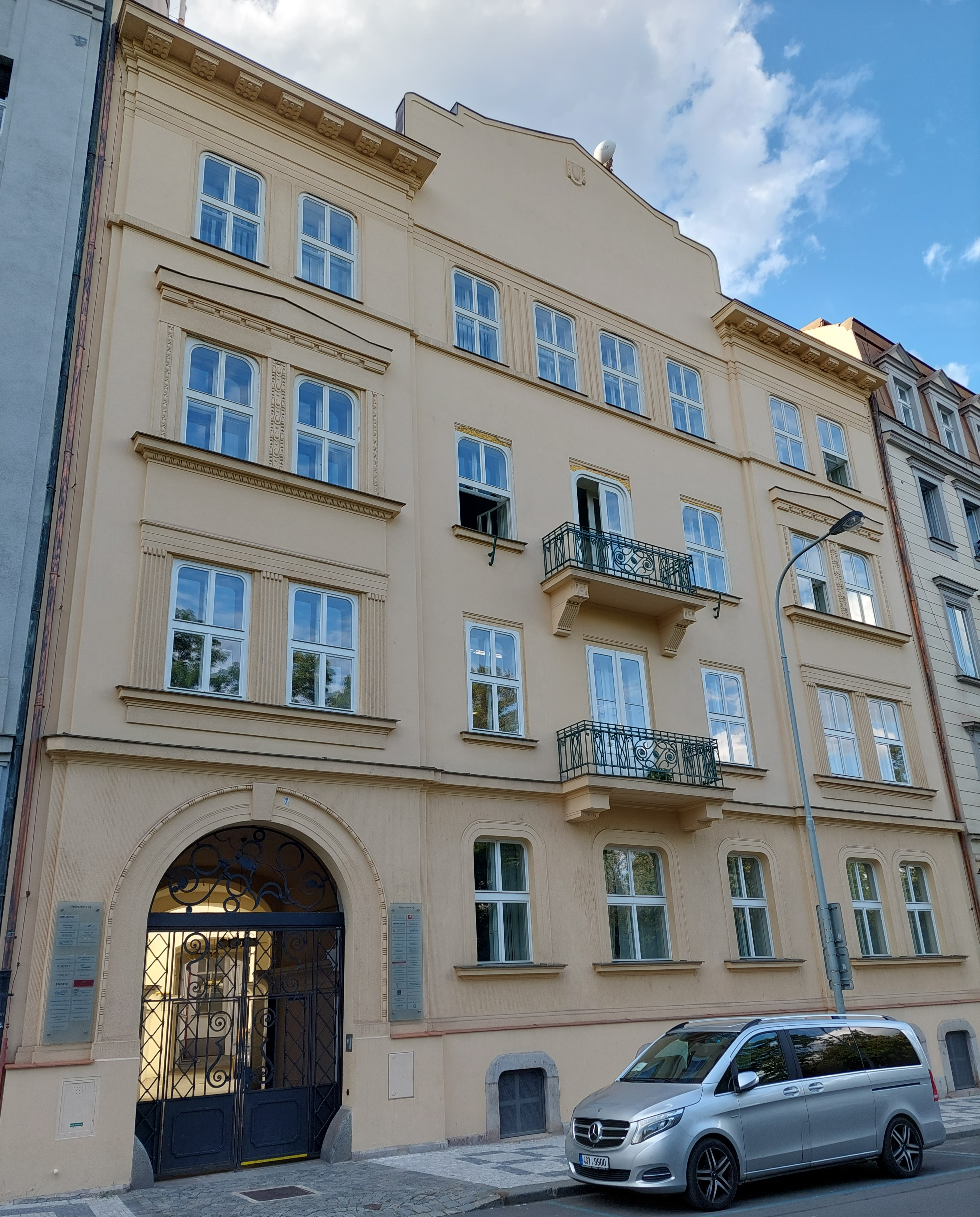
Opletalova 25, Praha 1 - Nové Město
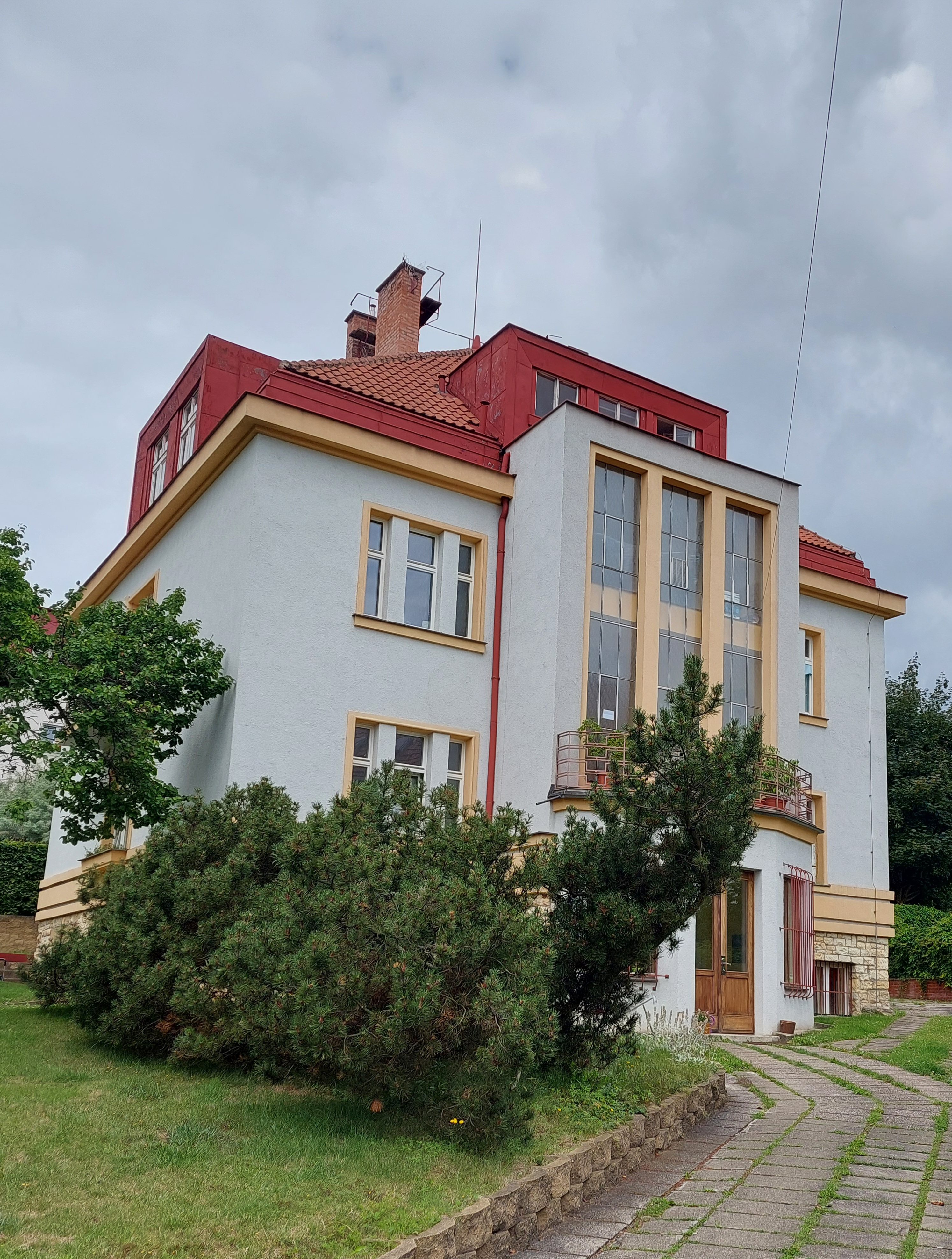
Vila Na Kvintusce 5, Praha 6 - Dejvice

### Realizované stavby mimo Prahu
- 1913–1914 Živnostenská banka, Kutnohorská 273/22, Kolín, spolupráce Václav Nekvasil
- 1917 Banka, Palackého 332/4, Mladá Boleslav
- 1922–1924 Radiotelegrafní vysílací stanice, Na Zálesí 530, Poděbrady
- 1919–1926 Fara a kostel Církve československé husitské, Jana Karafiáta 199/24, Čáslav
- 1925 Rumlova vila, Kolínská 282/10, Nymburk
- 1925–1927 Hospodářská škola a internát (dnes Střední zemědělská škola), Sadová 1234/1, Čáslav, v letech 1954–1956 dostavěn internát, spolupráce P. Mareš
- 1926–1927 Českobratrský evangelický sbor, Náměstí U Kalicha 2574/1, Prostějov[33]
- 1927 Budova ředitelství pošt a hlavní pošta v Košicích[4]
- 1928 Fara Církve českobratrské evangelické, Jana Karafiáta 159/16, Čáslav
- 1928–1929 Rodinný dům Emila Picka, Pražská 778/17, Čáslav
- 1936–1937 Kostel a fara Církve českobratrské evangelické, nábřeží Svobody 561, Polička, spolupráce Josef Mach, kostel 1936–1937, fara 1947–1948[34]

pravděpodobně je také autorem:
- 1930–1939 Vila MUDr. Vaňka, Bezručova 637, Trhové Sviny[34]

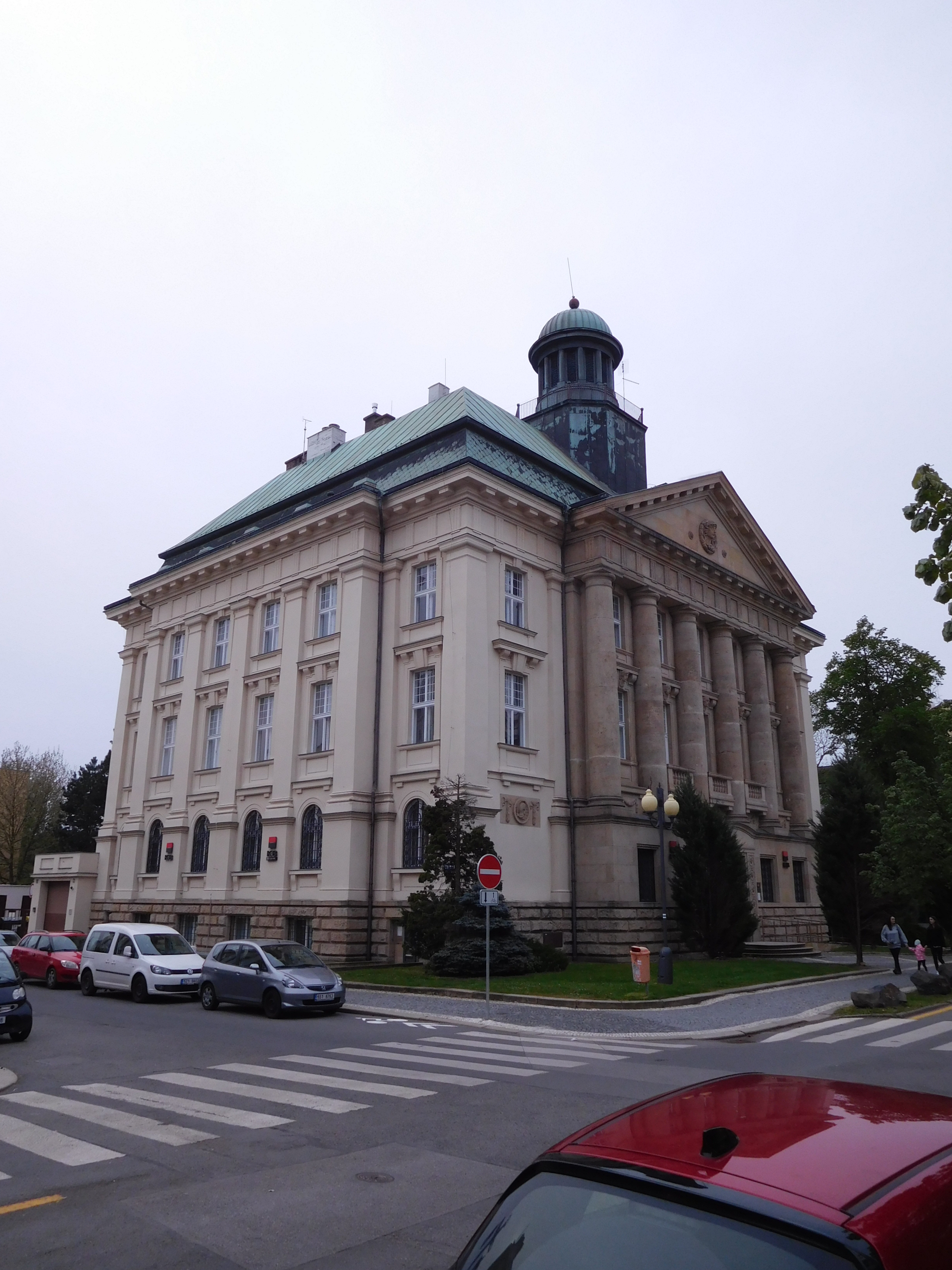
Banka v Mladé Boleslavi
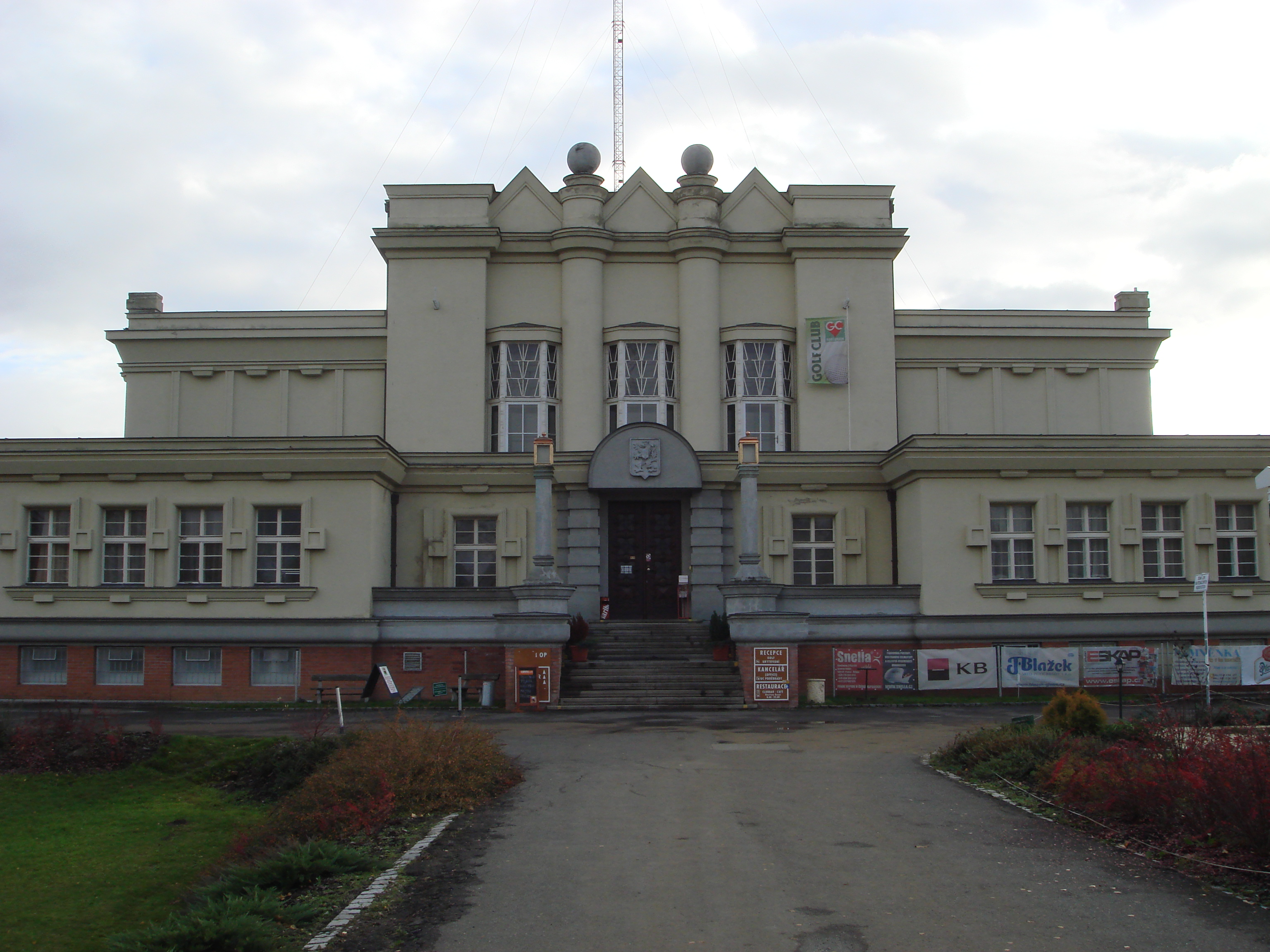
Radiostanice v Poděbradech
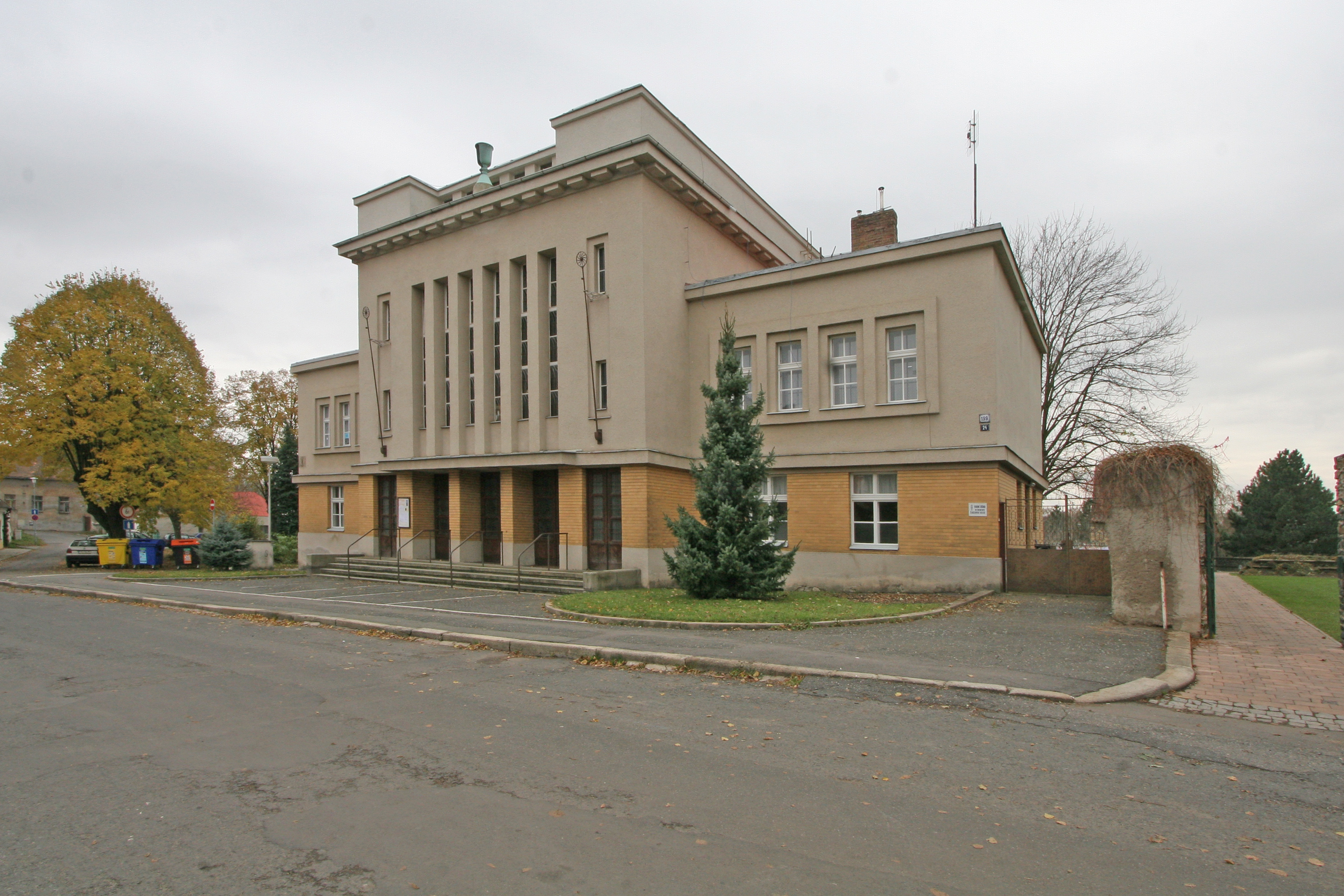
Husův sbor v Čáslavi
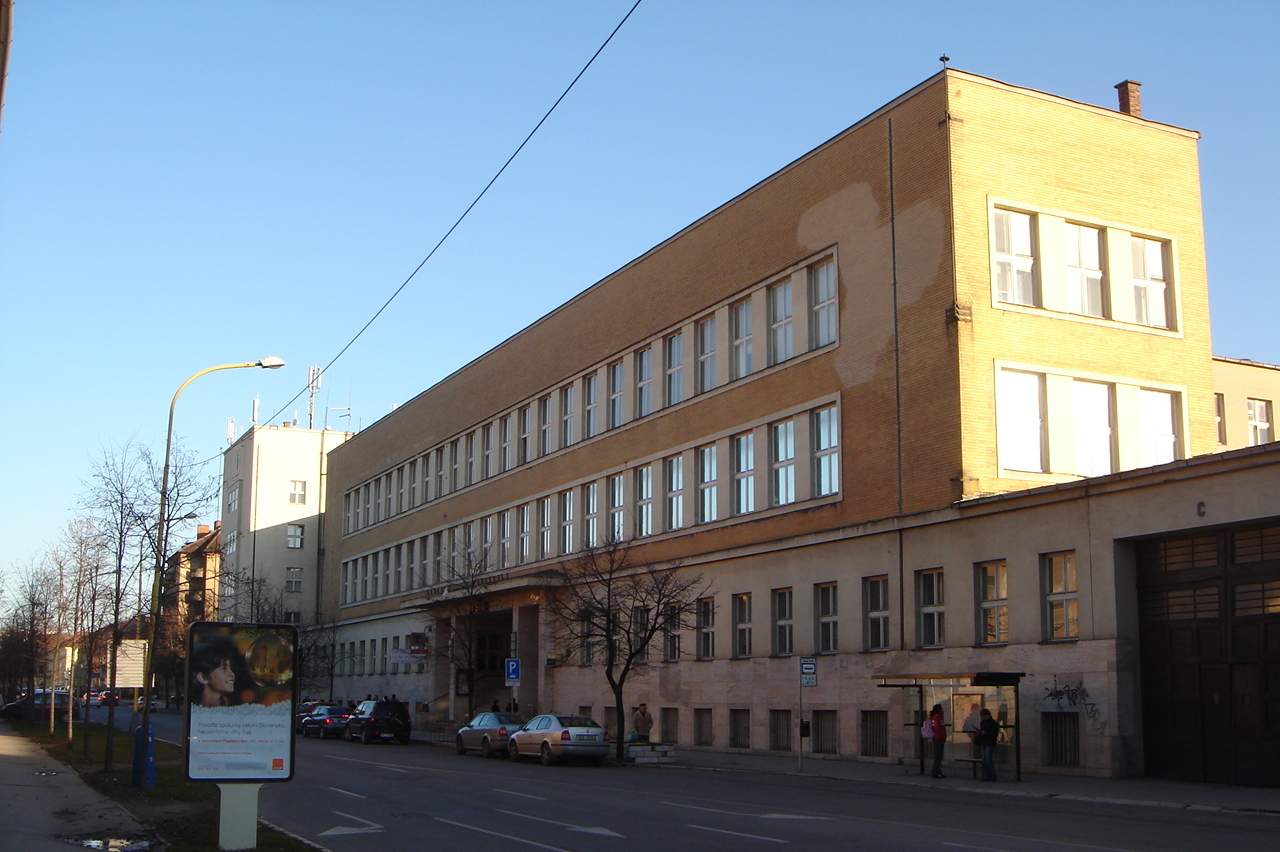
Hlavní pošta v Košicích
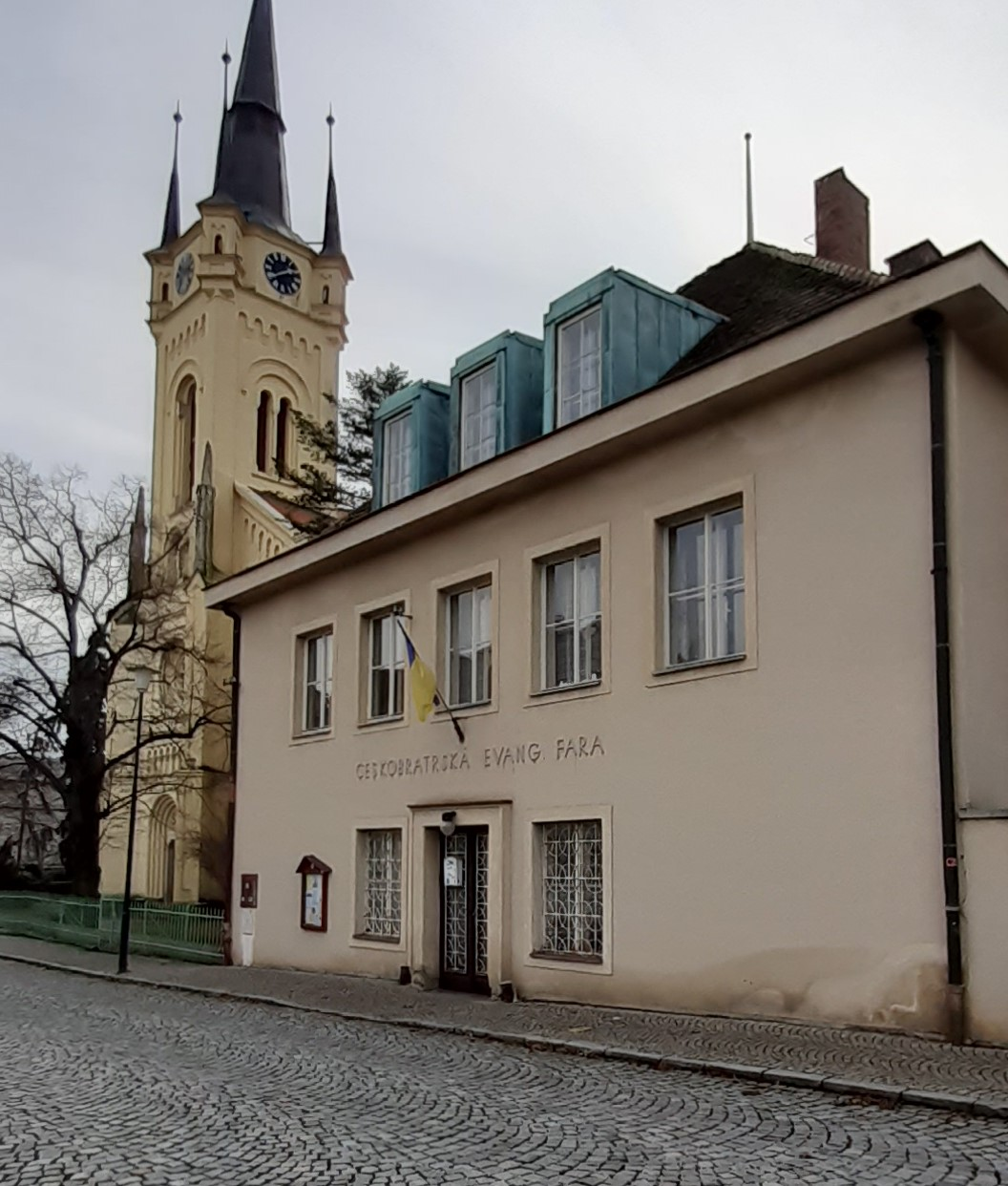
Evangelická fara v Čáslavi

### Návrhy staveb
Vedle realizovaných objektů vytvořil též návrhy, které ovšem nebyly posléze investory vybrány k realizaci.
- V roce 1916 navrhl evangelický kostel a faru v Táboře[4].
- 1918 adaptace domu Kralupské rafinerie minerálních olejů čp. 1674, Hybernská ul. 42, Praha 1 - Nové Město, pro firmu Václav Nekvasil[4]
- 1919 chlapecká a dívčí měšťanská škola, Nýřany, spoluautor Josef Mikyna, zakoupeno.[4]
- 1920 návrh tiskárny Tribuna, spoluautor Karel Roštík[4]
- 1920 návrh nástavby dvou podlaží domu čp. 1760, Washingtonova 2, Praha 1 - Nové Město[4]
- 1922 přístavba 4. patra budovy hlavní pošty čp. 909, Jindřišská ulice 14, Praha 1 - Nové Město, spoluautor Karel Roštík[4]
- 1927 návrh přemostění Nuselského údolí, spolu se Stanislavem Bechyně[4]
- 1933 soutěžní návrh na regulační plán Kraví Hory v Brně, 3. cena (první cena nebyla udělena)[4]
- po roce 1945 návrh Východního náměstí, Praha 10 - Vršovice[4]
- Návrh kostela Českobratrské církve evangelické v Praze 8 – Kobylisích (pozdější kostel U Jákobova žebříku), který však nedošel realizace, neboť byl upřednostněn projekt švýcarského architekta Ernsta Gisela.[35]

### Ilustrátor
Bohumír Kozák je rovněž autorem kreseb pražské architektury, které jsou zveřejněny v publikacích:
- Architekt na cestách, Praha : Česká grafická Unie, 1941, úvod Josef Richard Marek
- Menší město pražské : 51 kreseb tištěných světlotiskem, Praha : Orbis, 1950, úvodní slovo Zdeněk Wirth, za spolupráce Cyrila Merhouta
- Mluva pražské architektury, Praha : Orbis, 1956, text Oldřich Stefan
- Hradčany a Malá Strana, Praha : Orbis, 1962, text Emanuel Poche a Zdeněk Wirth
- Poklady pražské architektury, Praha : Orbis, 1965, úvod František Kožík
- Praha – kamenný sen, Praha : Orbis, 1972, text: Emanuel Poche